# マリー＝テレーズ・ルブール

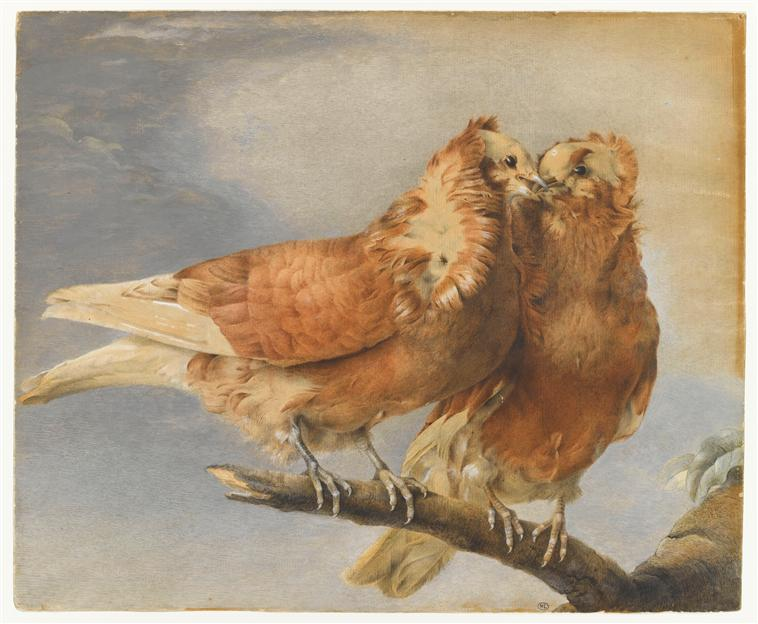
2羽の鳩(1762)

マリー＝テレーズ・ルブール、画家のジョゼフ＝マリー・ヴィアンと結婚してヴィアン夫人（Marie-Thérèse Reboul、Madame Vien、1738年2月26日 - 1806年1月4日）はフランスの画家である。王立絵画彫刻アカデミーに入会を認められた数少ない女性の一人である。

## 略歴
パリで生まれたとされる。結婚する前から版画家として知られ、博物学者、ミシェル・アダンソンの著書、「セネガルの貝類」（ Sénégal: Coquillages:1757）や考古学者のケリュス伯爵(Anne Claude de Caylus)の論文の図版を制作した。
1757年に22歳年上のジョゼフ＝マリー・ヴィアンと結婚した。夫は後にフランス王室の筆頭宮廷画家になる人物である。夫から美術の訓練を受けたと考えられているが、ジョゼフ＝マリー・ヴィアンの自伝には言及がなく、女性植物画家のマドレーヌ・フランソワーズ・バスポルトの弟子であったと考えられている。1757年に王立絵画彫刻アカデミーの会員になった。アカデミーの145年間の歴史で15人しかいなかった女性の正式会員であり、イタリア生まれの肖像画家、ロザルバ・カッリエーラ(Rosalba Carriera:1673-1757)が会員となって以来37年ぶりであった。
1757年から一年おきの頻度で、サロン・ド・パリに鳥を描いた水彩画などを出展した.。1767年の作品は美術批評家のドゥニ・ディドロから評価された。
父親と同名の息子(Joseph-Marie Vien le jeune: 1761-1848) も画家となった。